# Kok Tobes TV-torn
Kok Tobes TV-torn är en TV-mast på berget Kok Tobe sydost  om Almaty i Kazakstan. Det 372 meter höga tornet byggdes av stål mellan 1975 och 1983 och är landets näst högsta byggnad efter
Abu Dhabi Plaza i Astana.
Tornet står på ett betongfundament, som väger 45 000 ton, och stabiliseras av ett pendelsystem så att det inte påverkas av kraftiga vindbyar. Det kan motstå jordbävningar på upp till 10 på Richterskalan.
TV-tornet har ingen brandtrappa och har aldrig öppnats för besökare, trots att det finns plats för en restaurang på andra våningen. Fönstren är försedda med glasmålningar med djurmotiv och kvinnor i folkdräkter. Utrymmet skulle kunna bli en turistattraktion om säkerheten kan garanteras.
På en del av fasaden som vetter mot staden finns en stor mosaik med rymdmotiv till minne av 
Sovjetunionens rymdprogram och uppskjutningen av Sojuz T-12.